# Consonante affricata
Nella fonetica articolatoria, una consonante affricata (o più semplicemente affricata) è una consonante, classificata secondo il suo modo di articolazione, prodotta in due fasi successive: una fase occlusiva e una fase fricativa, benché aventi lo stesso punto di articolazione. Le consonanti affricate sono note anche come semiocclusive o con il nome (più trasparente) di occlu-costrittive.

## Il processo fonatorio
La consonante affricata viene prodotta, come un'occlusiva, mediante la chiusura di due organi all'interno del canale orale (la bocca), dietro i quali si accumula l'aria proveniente dai polmoni. A differenza delle consonanti occlusive, però, nelle affricate il rilascio dei due organi non avviene in modo brusco ed esplosivo, ma gradualmente: gli organi, infatti, rimangono molto vicini tra loro, permettendo il passaggio dell'aria in modo forzato, come nel caso delle fricative.
Per scindere la consonante affricata nei suoi due elementi costitutivi basta provare a pronunciarla da sola, prolungando l'emissione del suono per qualche secondo: così, pronunciando il suono "ts", ci si rende conto che il sibilo (la fricazione) finisce col coincidere con il suono "s" (mentre la "t" iniziale, essendo un suono occlusivo - ossia derivante da una rapida chiusura/apertura - non può prolungarsi nel tempo).

## Trascrizione
Nell'alfabeto fonetico internazionale le affricate vengono rese graficamente con dei digrammi composti dai rispettivi foni occlusivi e fricativi oppure dai due simboli uniti al di sopra da un archetto.
Nell'ortografia di molte lingue le affricate vengono indicate con una lettera unica, perché il suono viene percepito come unitario.

## Le consonanti
Le consonanti affricate possono essere, a seconda dell'eventuale vibrazione delle corde vocali, sorde (prive di vibrazioni) o sonore (con vibrazione delle corde vocali).
A seconda del luogo di articolazione, le consonanti affricate possono essere suddivise in labiodentali, alveolari, postalveolari, alveolo-palatali e retroflesse.

### Lista delle consonanti affricate
L'alfabeto fonetico internazionale ha classificato le seguenti consonanti affricate:
- [bβ] affricata bilabiale sonora
- [p͡f] affricata labiodentale sorda
- [b͡v] affricata labiodentale sonora (non in IPA)
- [t͡s] affricata alveolare sorda
- [d͡z] affricata alveolare sonora
- [t̠͡ʃ] affricata postalveolare sorda
- [d̠͡ʒ] affricata postalveolare sonora
- [t̠͡ɕ] affricata alveolo-palatale sorda
- [d̠͡ʑ] affricata alveolo-palatale sonora
- [ʈ͡ʂ] affricata retroflessa sorda
- [ɖ͡ʐ] affricata retroflessa sonora
- [ʡ͡ʢ] affricata epiglottale sonora
- [ʡ͡ʜ] affricata epiglottale sorda
- [ʔ͡h] affricata glottidale sorda
- [ɢʁ] affricata uvulare sonora
- [q͡χ] Affricata uvulare sorda
- [ɡɣ] affricata velare sonora
- [kx] affricata velare sorda

### Le affricate in italiano
La lingua italiana standard conosce solamente quattro consonanti affricate:
- [t͡s] affricata alveolare sorda
- [d͡z] affricata alveolare sonora
- [t̠͡ʃ] affricata postalveolare sorda
- [d̠͡ʒ] affricata postalveolare sonora

Le consonanti sono rese con i grafemi <z> (che rende sia la sorda [t͡s] sia la sonora [d͡z]), <c> (se seguita da <e/i>) per [t̠͡ʃ] e <g> (se seguita da <e/i>) per [d̠͡ʒ].
Da notare che, nella pronuncia, le consonanti affricate alveolari sono sempre doppie in posizione intervocalica: nella trascrizione fonetica il raddoppiamento può essere indicato ripetendo anche solo il primo grafema, quello che indica l'occlusiva. Così per esempio la parola "mezzo" si può trascrivere ['mɛdd͡zo], ['mɛd͡z:o] oppure ['mɛd͡zd͡zo].  L'uso di raddoppiare solo il primo elemento è particolarmente criticato da Luciano Canepari nella sua Introduzione alla fonetica.

## Caratteristiche fisiche
Come suggerisce la loro doppia natura, in fonetica acustica le affricate presentano, nel sonagramma, una prima parte simile a quello delle consonanti occlusive (con assenza di traccia), e una seconda parte simile a quello delle consonanti fricative. Analogamente alle altre consonanti sonore, le affricate sonore presentano una linea di bassa frequenza, detta barra sonora, che registra la vibrazione delle corde vocali.
La fase fricativa della rappresentazione delle affricate permette di distinguere le alveolari (rumore a frequenze più alte) dalle palatali (rumore a frequenze più basse).

## La percezione
Allo stesso modo, in fonetica uditiva, si nota che il riconoscimento di una consonante affricata è affidata alla sua configurazione acustica di occlusione (cioè silenzio) + frizione. La sonorità, invece, è riconoscibile per la presenza di periodicità data dalla vibrazione delle corde vocali.
L'identificazione del luogo di articolazione, invece, è affidato alla fase fricativa della consonante e si svolge quindi secondo le stesse modalità descritte per le consonanti fricative.